# ビズリーチ
株式会社ビズリーチ（英: BizReach, Inc.）は、東京都渋谷区に本社を置き、インターネットを活用したサービス事業などを行う日本の企業。持株会社のビジョナル株式会社が東京証券取引所プライム市場に上場している。

## 概要
2009年4月、日本初の「求職者課金型」転職サイト「ビズリーチ」を開設。2010年8月にタイムセールサイト「LUXA（ルクサ）」を開設し、10月より同社から事業部を分社化する形で株式会社ルクサを設立。2015年5月に求人領域に特化した検索サービス「スタンバイ」を公開。2016年人財活用プラットフォーム「HRMOS（ハーモス）」、OB/OG訪問ネットワークサービス「ビズリーチ・キャンパス」をリリース。
2020年2月のグループ経営体制に伴い、ホールディングカンパニーであるビジョナル株式会社を新設。株式会社ビズリーチは、ビジョナル株式会社の完全子会社化。

## 沿革
- 2007年8月 - 株式会社ビズリーチ設立。
- 2009年4月 - 管理職・グローバル人材の会員制転職サイト「ビズリーチ」のサービス開始。
- 2010年3月 - 株式会社ジャフコより資金調達を実施。
- 2010年8月 - 高級タイムセールサイト「LUXA（ルクサ）」を開設。
- 2010年11月 -「LUXA」（ルクサ）を事業譲渡し分社化。
- 2013年12月 - 雇用創出ランキング「Job Creation 2013」で10位に入賞。
- 2014年3月 - 新しい東北をつくる復興経営人材の公募に全面協力。
- 2014年4月 - 挑戦する20代の転職サイト「キャリトレ」（旧：キャリアトレック）をオープン。
- 2014年6月 - 第3回日本HRチャレンジ大賞「人材サービス優秀賞（採用部門）」を受賞。
- 2014年9月 - 事業拡大に伴い、大阪オフィスを開設。
- 2014年12月 - 雇用創出ランキング「Job Creation 2014」で3位に入賞。
- 2015年5月 - 事業拡大に伴い、名古屋オフィスを開設。
- 2015年5月 - 求人領域に特化した検索サービス「スタンバイ」をオープン。
- 2016年3月 - YJキャピタル株式会社（ヤフー株式会社の投資子会社）、Salesforce Ventures、株式会社電通デジタル・ホールディングス、楽天株式会社などから資金調達を実施。
- 2016年6月 - 人財活用プラットフォーム「HRMOS（ハーモス）」をリリース。
- 2016年10月 - 東京理科大学ベンチャーファンド、株式会社グロービス・キャピタル・パートナーズ、SMBCベンチャーキャピタル株式会社などから資金調達を実施。
- 2016年10月 - 大学生とOB/OG（卒業生）や企業をつなぐキャリア教育プラットホーム「ビズリーチ・キャンパス」をリリース。
- 2017年2月 - 「日本ベンチャー大賞」で「人材サービス革新賞」（審査委員会特別賞）を受賞。
- 2017年11月 - 法人・審査制M&Aマッチングサイト「M&Aサクシード（旧ビズリーチ・サクシード）」正式リリース。
- 2020年2月 - グループ経営体制に伴い、ホールディングカンパニーであるビジョナル株式会社の完全子会社化。
- 2021年4月 - ビジョナル株式会社が東京証券取引所マザーズに上場。
- 2022年7月2日 - 株式会社ビズリーチ代表取締役社長の多田洋祐が40歳で急性心不全により死去[3]。後任は副社長を務めていた酒井哲也。
- 2022年12月21日 - キャリトレのサービス提供を終了[4]。
- 2023年12月14日 - ビジョナル株式会社が東京証券取引所プライム市場へ市場変更[5]。

## CM
2016年から、いずれも社員役は吉谷彩子が担当している。
- 「即戦力採用ならビズリーチ」篇（2016年）菅田俊：社長 役
- 「即戦力採用ならビズリーチ〜こころの声篇〜」（2016年）本田博太郎：部長 役
- 「ビズリーチからきた男」篇（2018年）神尾佑：事業部長 役
- 「即戦力採用ならビズリーチ 〜ビズリーチでスカウト 企業篇〜」（2020年）野村宏伸：採用担当者 役
- 「即戦力採用ならビズリーチ 〜ビズリーチでスカウト ユーザー篇〜」（2020年）田中幸太朗：スカウトされる役
- 「キャリアつくって、サバイブ。サバイブな男」篇 （2021年）柄本佑：サバイブな男 役(全5パターン)
- 「あの会社が／企業」篇 / 「あの会社が／会員」篇（2021年）山口祥行・手塚とおる・矢崎広

## テレビ番組
- 日経スペシャル カンブリア宮殿 「大転職時代」の火付け役　ビズリーチの衝撃（2023年2月9日、テレビ東京）- ビジョナル社長 南壮一郎出演[7][8]。
- 所さんお届けモノです!(2024年4月6日 - 、MBS制作・TBS系列)※提供スポンサー。